# Drapeau de la république populaire de Chine
Vous lisez un « bon article » labellisé en 2010.
Le drapeau de la république populaire de Chine est le drapeau d'État et le pavillon marchand de la Chine populaire. C'est un champ rouge qui contient cinq étoiles à cinq branches dorées dans son canton (coin supérieur gauche). Le dessin comporte une grande étoile située dans l'angle supérieur gauche du drapeau avec quatre étoiles plus petites placées sur sa droite disposées sur un arc de cercle 13h30/16h30 centré sur celle-ci. Le rouge représente la révolution, les cinq étoiles et leur relation représentent l'unité du peuple chinois sous la direction du Parti communiste chinois. En mandarin standard, le drapeau est appelé 五星红旗 (pinyin Wǔxīng hóngqí), c'est-à-dire « le drapeau rouge aux cinq étoiles ».
Le drapeau est conçu par Zeng Liansong, un citoyen de Rui'an, dans la province de Zhejiang. Il le dessine en réponse à une circulaire distribuée par le Comité préparatoire de la nouvelle conférence consultative politique (新 政治协商会议筹备会) de juillet 1949, peu après l'arrivée au pouvoir des communistes, à la suite de la guerre civile chinoise. 2 992 (ou 3 012, voir ci-dessous) propositions sont reçues pour le concours de conception du drapeau. Celle de Zeng fait partie des 38 finalistes. Après plusieurs réunions et de légères modifications, la conception de Zeng est choisie comme drapeau national. Le premier drapeau est hissé par Mao Zedong sur une estrade dominant la place Tian'anmen de Pékin, le 1er octobre 1949, lors d'une cérémonie proclamant la fondation de la République populaire de Chine.
D'autres drapeaux utilisés par la Chine font appel à un fond rouge pour symboliser la révolution, auquel s'ajoutent d'autres symboles. Le drapeau de l'Armée populaire de libération fait appel à l'étoile dorée suivie des caractères chinois 8 et 1. Le drapeau du Parti communiste chinois remplace toutes les étoiles par l'emblème du parti. En raison de la réglementation gouvernementale, les villes et provinces de la Chine ne peuvent pas avoir leur propre drapeau. Les seuls drapeaux régionaux qui existent sont ceux de Hong Kong et Macao, qui sont des régions administratives spéciales.

## Drapeaux historiques

### Chine impériale

Drapeau de la Chine en 1889.

La dynastie Qing est la dernière dynastie impériale à avoir régné sur la Chine impériale, de 1644 à 1912. L'étendard du pays était composé d'un dragon sur un fond jaune-orange. Le dragon céleste transmettait le pouvoir cosmique à l'empereur pour pouvoir régner et prôner le développement en harmonie avec la nature.
L'étendard fut d'abord triangulaire, ayant pour origine les oriflammes du Moyen Âge. Dans les années 1890, le drapeau devient rectangulaire et il est utilisé aussi comme pavillon de marine.

### République de Chine

Drapeau à cinq couleurs
Drapeau de la république de Chine

Le Drapeau à cinq couleurs fut un des principaux symboles sur lesquels s'est fondée la République de Chine, représentant les cinq principaux groupes ethniques peuplant le pays : les Han en rouge, les Mandchous en jaune, les Mongols en bleu, les Hui en blanc et les Tibétains en noir.
Le drapeau fut adopté par les révolutionnaires lors de la révolution de 1911 puis utilisé jusqu'à ce que le contrôle de la Chine soit passé des seigneurs de guerre du gouvernement de Beiyang (北洋政府) de Pékin aux nationalistes du Kuomintang, basés à Nankin, après l'expédition du Nord.
Le drapeau officiel de la République devient en 1928 celui du gouvernement du Kuomintang.

## Histoire du dessin et de son étude

Dessin originel soumis par Zeng Liansong.

Le 4 juillet 1949, le sixième groupe de travail du Comité préparatoire de la nouvelle conférence consultative politique (新政治協商會議籌備會, « CPCCNP ») rédige une annonce pour solliciter des dessins pour le drapeau national. Après quelques modifications, l'annonce est publiée le 15 juillet dans les journaux Le Quotidien du Peuple, Nouvelles de la libération de Beiping, Xinmin News, Dazhong Daily, Guangming Daily, Jinbu Daily et Tianjin Daily pendant la période allant du 15 au 26 juillet.
La liste des spécifications pour le drapeau national est également publiée avec l'annonce :
1. caractéristiques chinoises (géographie, nationalité, histoire, culture, etc.) ;
2. caractéristiques du pouvoir (dictature démocratique populaire, dirigée par la classe ouvrière et fondée sur l'alliance ouvrier-paysan) ;
3. la forme doit être rectangulaire et le rapport longueur-largeur doit être 3:2 ;
4. la couleur doit être principalement un rouge vif (une ébauche de l'annonce fixait la couleur au rouge foncé, mais Zhou Enlai modifia celle-ci en rouge vif)[7].

Zeng travaille à Shanghai au moment de la parution de l'annonce. Il désire créer un dessin de drapeau qui montre son enthousiasme patriotique envers le nouveau pays. À la mi-juillet, il s'isole dans son grenier pour réfléchir à ses dessins. Son inspiration finale vient des étoiles brillant dans la nuit étoilée. Il songe à un poème chinois « nostalgie des étoiles, nostalgie de la lune » (盼星星盼月亮). Plus tard, se rendant compte que le Parti communiste chinois est le grand sauveur du peuple chinois, il le représente par une étoile plus grande. L'idée des quatre petites étoiles vient de l'article « La dictature démocratique du peuple », écrit par Mao Zedong, qui définit le peuple chinois comme la réunion de quatre classes sociales. Après avoir réglé la question de l'emplacement des étoiles et de leur taille (il essaie un temps de les mettre au centre, avant de trouver cette option trop lourde et terne), il envoie son « drapeau rouge aux cinq étoiles » au comité à la mi-août,.
Le 20 août, un total de 2 992 (ou 3 012) propositions sont envoyées au comité chargé du drapeau, qui comprend les propositions des membres du comité eux-mêmes, tels que Guo Moruo et Tan Kah Kee. Du 16 au 20 août, les propositions sont examinées au Beijing Hotel et la liste est réduite à 38,. Ces propositions sont réunies dans un livre intitulé Référence des dessins du drapeau national (國旗圖案參考資料). Ce livre est ensuite soumis à la nouvelle Conférence consultative politique du peuple chinois (« CCPPC ») pour de plus amples discussions. Cependant, la proposition de Zeng n'est pas incluse jusqu'à ce que Tian Han ne le fasse.

Proposition ayant la préférence de Mao Zedong.

Au matin du 23 septembre, les représentants du CCPPC discutent du drapeau national, mais n'arrivent à aucune conclusion. Certains n'apprécient pas le symbolisme que Zeng attache aux quatre petites étoiles et pensent que la bourgeoisie ne devrait pas être incluse. La proposition préférée, notamment par Mao Zedong, représente une étoile géante dorée dans le coin d'un drapeau rouge barré d'une bande dorée horizontale. Mais Zhang Zhizhong est profondément opposé à cette proposition à cause de la bande dorée qui symbolise une déchirure entre la révolution et le pays. Dans la nuit, Peng Guanghan (彭光涵) recommande la proposition de Zeng à Zhou Enlai. Ce dernier est satisfait du dessin et demande que l'on fasse une reproduction plus grande de la proposition. Tan Kah Kee également fait part à Mao et à Zhou de son avis sur le fait que les caractéristiques du pouvoir sont plus importantes que les caractéristiques géographiques de la Chine, il n'y a donc pas lieu d'insister sur la barre dorée représentant le fleuve Jaune. Deux jours plus tard, Mao tient une réunion dans son bureau à propos du drapeau. Il persuade tout le monde d'adopter la proposition de Zeng, non sans quelques légères modifications. La faucille et le marteau du dessin originel de Zeng sont supprimés car ils représentent une trop grande similitude avec le drapeau de l'Union soviétique. Le 27 septembre 1949, le dessin modifié de Zeng est adopté à l'unanimité lors de la première session plénière du CCPPC, qui nomme le drapeau : « drapeau rouge aux cinq étoiles »,.
Le 29 septembre, le nouveau drapeau est publié dans le Quotidien du Peuple, afin qu'il puisse être reproduit par toutes les autorités locales. Le drapeau est officiellement dévoilé le 1er octobre 1949 sur la Place Tian'anmen de Pékin, au cours de l'annonce officielle de la fondation de la République populaire de Chine. Le premier drapeau à flotter au-dessus de la place Tiananmen a été cousu par Zhao Wenrei (赵文瑞), qui le termine aux alentours de 13 h 00 le 30 septembre. Zeng met du temps à comprendre que sa création a été retenue, en raison de l'absence de la faucille et du marteau de l'étoile géante. Cependant, il est officiellement félicité par le bureau général du gouvernement populaire en tant que concepteur du drapeau national et reçoit 5 millions de yuans pour son travail,.

## Symbolique

### Interprétation du drapeau

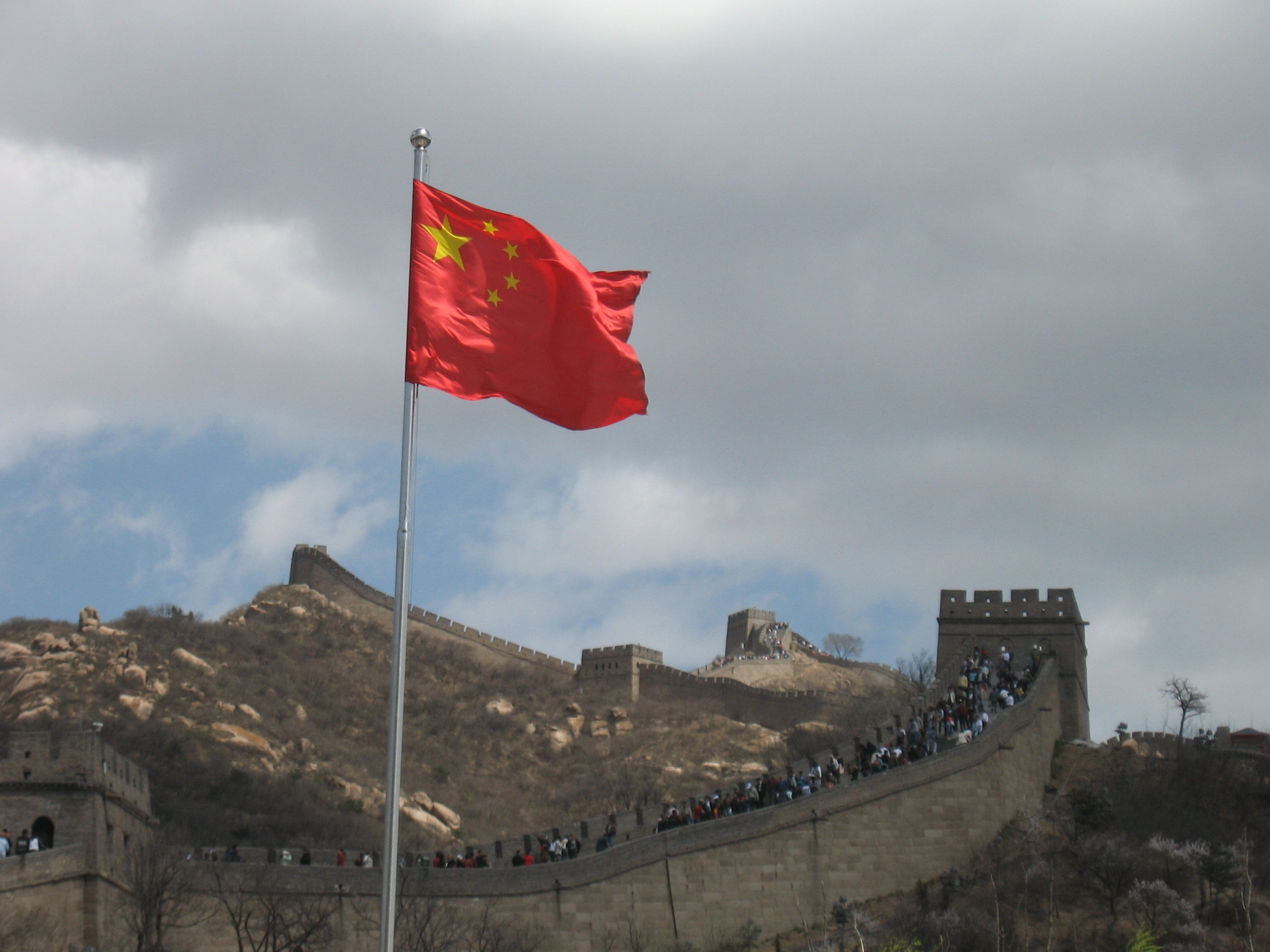
Drapeau de la Chine sur fond de grande Muraille.

Selon l'interprétation actuelle du drapeau par le gouvernement, le fond rouge symbolise la révolution et la couleur or est utilisée pour « rayonner » sur le fond rouge. Les cinq étoiles et leur relation représentent l'unité du peuple chinois sous la direction du Parti communiste chinois. Les étoiles adoptent une orientation définie selon la position de l'étoile centrale, comme pour mieux montrer leur unité autour d'un seul pivot. Dans la description originale du drapeau par Zeng, la plus grande étoile symbolise le parti communiste chinois, et les étoiles qui l'entourent symbolisent les quatre classes sociales du peuple chinois mentionnées par Mao Zedong dans De la dictature démocratique populaire :
1. les travailleurs prolétaires (工, gōng) ;
2. les paysans (农, nóng) ;
3. la « petite bourgeoisie » (城市小资产, chéngshì xiǎozīchǎn ; ou plus classiquement 商, shāng, « commerçant, marchand ») ;
4. les « capitalistes patriotes » (民族资产, mínzú zīchǎn, ou plus classiquement 学, xué, « lettré »).

Les cinq étoiles qui forment une ellipse représentent le territoire de la Chine (y compris la Mongolie extérieure[réf. nécessaire]) qui a la forme d'une feuille de bégonia.
Le chiffre cinq (il y a cinq étoiles présentes sur le drapeau) est traditionnellement un chiffre « faste » dans la culture chinoise, tout comme la couleur rouge, qui par une heureuse coïncidence est aussi le symbole de la révolution socialiste.
Il est parfois affirmé que les cinq étoiles du drapeau représentent les cinq plus grands groupes ethniques,. Ceci est généralement considéré comme un amalgame avec le drapeau à cinq couleurs, utilisé entre 1912 et 1928 par le gouvernement de Beiyang de la République de Chine, dont les bandes de différentes couleurs représentent les Han, les Mandchous, les Mongols, les Hui et les Tibétains,.

### Portée symbolique
Le drapeau chinois arbore des emblèmes identitaires forts pour la population chinoise, d'autant que ses couleurs viennent de la Chine traditionnelle. Le jaune était la couleur impériale, même si depuis quelques années cette couleur a tendance à être associée à la pornographie. La couleur rouge, par contre, jouit d'une plus grande popularité en Chine puisqu'elle est associée au bonheur, à la chance ou encore au mariage. La couleur rouge était également utilisée par les différentes dynasties impériales. Celle-ci leur était réservée exclusivement pour recouvrir les murs des palais et temples construits par chaque dynastie.
Le drapeau est parfois associé aux manifestations fortes du nationalisme chinois. Ainsi, lors de la première commémoration de la Journée de l'émancipation des serfs du Tibet le 28 mars 2009, Zhang Qinghi, secrétaire du PCC de la région autonome du Tibet, a lancé : « Le drapeau aux cinq étoiles flottera toujours sur le Tibet ».

## Construction, détails, taille, couleurs

### Construction du drapeau
| Taille | Longueur et largeur en centimètres |
| ------ | ---------------------------------- |
| 1      | 288 × 192                          |
| 2      | 240 × 160                          |
| 3      | 192 × 128                          |
| 4      | 144 × 96                           |
| 5      | 96 × 64                            |

Fiche de construction du drapeau national.

La fiche de construction du drapeau national est publiée le 28 septembre 1949 après la première session plénière de la Conférence consultative politique du peuple chinois. Le drapeau est divisé en quatre quartiers, celui en haut du guindant (le canton) étant à son tour divisé en une grille de 10 unités en hauteur sur 15 en largeur. Le centre de la plus grande étoile est situé à 5 unités du guindant et à cinq unités du haut du drapeau. Le diamètre du cercle circonscrit de la plus grosse étoile est de six unités. Des quatre petites étoiles, la première est centrée à deux unités du haut du drapeau et à dix unités du guindant ; la seconde à quatre unités du haut et à douze du guindant ; la troisième à sept unités du haut et à douze du guindant ; la quatrième à neuf unités du haut et à dix du guindant. Le diamètre de chaque cercle circonscrit des petites étoiles est de deux unités. Les petites étoiles sont orientées de telle sorte qu'une de leur branche soit dirigée vers le centre de la grande étoile. Les informations sont également accessibles dans le document « GB 12982-2004: National flag » publié par l'administration de normalisation de Chine.
La loi sur le drapeau national mentionne cinq tailles possibles dans la confection du drapeau national. Selon l'article 4 de cette même loi, les gouvernements populaires des provinces, des régions autonomes et des municipalités directement sous le contrôle du gouvernement central désignent les entreprises autorisées à confectionner le drapeau national.

### Couleurs
Les couleurs du drapeau national sont réglementées dans le document « GB 12983-2004: Standard Color Sample of the National Flag », lui aussi publié par l'administration de normalisation de la Chine. Les couleurs sont définies selon l'espace colorimétrique CIE 1964, en utilisant l'étalon colorimétrique D65.
| Matière           | Matière | Valeur de stimulation Y10 | Coordonnée couleur | Coordonnée couleur | Erreur acceptable                                              |
| Matière           | Matière | Valeur de stimulation Y10 | x10                | y10                | Erreur acceptable                                              |
| ----------------- | ------- | ------------------------- | ------------------ | ------------------ | -------------------------------------------------------------- |
| Fibre synthétique | Rouge   | 9.4                       | 0.555              | 0.328              | Toutes sont {\displaystyle \Delta E_{ab}^{\,\bullet }\leq 2.0} |
| Fibre synthétique | Or      | 41.2                      | 0.446              | 0.489              | Toutes sont {\displaystyle \Delta E_{ab}^{\,\bullet }\leq 2.0} |
| Soie              | Rouge   | 12.3                      | 0.565              | 0.325              | Toutes sont {\displaystyle \Delta E_{ab}^{\,\bullet }\leq 2.0} |
| Soie              | Or      | 32.4                      | 0.450              | 0.463              | Toutes sont {\displaystyle \Delta E_{ab}^{\,\bullet }\leq 2.0} |
| Coton             | Rouge   | 9.2                       | 0.595              | 0.328              | Toutes sont {\displaystyle \Delta E_{ab}^{\,\bullet }\leq 2.0} |
| Coton             | Or      | 33.0                      | 0.467              | 0.463              | Toutes sont {\displaystyle \Delta E_{ab}^{\,\bullet }\leq 2.0} |
| Étui              | Blanc   | 78.0                      | -                  | -                  | La valeur de stimulation Y10 ne doit par être inférieure à 78  |

## Législation
L'actuelle loi sur le drapeau national a été votée lors de la 14e réunion du Comité permanent du septième congrès national populaire, le 28 juin 1990. Elle est entrée en vigueur le 1er octobre 1990. Le point principal de cette loi n'était pas seulement de définir des règles sur la fabrication du drapeau national chinois, sur son aspect, sur les lieux où il peut flotter et sur la façon de la faire flotter. Il souligne également que le drapeau national est « le symbole et la marque distinctive de la République populaire de Chine » et que « chacun doit respecter et aimer le drapeau national ».
À partir de 2015, et dans le cadre de l’éducation patriotique au Tibet, le drapeau de la République populaire de Chine doit flotter sur tous les monastères de la Région autonome du Tibet.

## Drapeaux régionaux
À la suite d'un ordre donné par le bureau général du comité central du PCC et par le bureau général du conseil d'État, les villes et les provinces ne sont plus autorisées à choisir elles-mêmes leur symbole. Cependant, les deux régions administratives spéciales de Hong Kong et de Macao possèdent chacune un drapeau qui leur est propre. L'usage précis de ces drapeaux est réglementé par des lois votées par l'assemblée nationale populaire,.
Le drapeau régional de la région administrative spéciale de Hong Kong comporte une fleur stylisée, blanche, à cinq pétales, de Bauhinia blakeana, au centre d'un fond rouge. Il est adopté le 16 février 1990. Le 10 août 1996, il reçoit l'agrément officiel du Comité préparatoire, un groupe chargé de conseiller la République populaire de Chine sur la question du transfert de souveraineté de Hong Kong, du Royaume-Uni à la RPC en 1997. Le drapeau est pour la première fois officiellement hissé le 1er juillet 1997 lors de la cérémonie de remise de Hong Kong qui marque le transfert de souveraineté.
Le drapeau régional de la région administrative spéciale de Macao consiste en un fond vert d'où se détache, en blanc, une fleur de lotus sacré au-dessus de l'image stylisée du pont du gouverneur Nobre de Carvalho et de l'eau coulant en dessous, le tout sous un arc de cinq étoiles dorées à cinq branches : une grande étoile au milieu entourée de quatre petites. Le lotus a été choisi comme emblème floral de Macao. Le pont du gouverneur Nobre de Carvalho est un pont reliant la péninsule de Macao à l'île de Taipa. C'est l'un des points de repère les plus remarquables du territoire. L'eau sous le lotus et le pont symbolise la position de Macao comme port et son rôle joué dans le territoire. Les cinq étoiles font écho au drapeau national, symbolisant la relation entre Macao et la nation mère. Le dessin a été choisi le 15 janvier 1993 par un comité chargé de rédiger la loi fondamentale de Macao et a été adopté officiellement par le comité préparatoire à la souveraineté de Macao le 16 janvier 1996. Le drapeau est hissé pour la première fois officiellement le 20 décembre 1999 lors de la cérémonie de remise de Macao marquant le transfert de souveraineté.

Drapeau de Hong Kong
Drapeau de Macao

## Drapeaux des forces armées
Il existe quatre drapeaux utilisés par l'Armée populaire de libération. La principale caractéristique de ces drapeaux est l'étoile dorée située dans le coin supérieur gauche et les caractères chinois 81 à droite de l'étoile, le tout sur fond rouge. Les caractères 8 et 1 soit 八一 (bā yī) font référence au soulèvement de Nanchang, le 1er août 1927 (8e mois, 1er jour) qui voit la création de l'armée rouge par scission de l'armée gouvernementale issue du front uni. Cette date est le jour de l'armée, considéré comme le premier affrontement militaire d'envergure pour l'armée rouge chinoise dans sa lutte contre le Kuomintang. Le principal drapeau de l'Armée populaire de Libération a été créé le 15 juin 1949 par un décret signé de Mao Zedong. Le drapeau a un rapport de 4 sur 5, avec un manche blanc mesurant 1/16e de la longueur du drapeau. Pour les cérémonies officielles, un drapeau de l'Armée populaire de libération avec une frange dorée est placé sur un mât aux spirales or et rouge, le tout surmonté d'une houppe rouge et or.
Chaque branche de l'armée, l'armée de terre, la marine et les forces aériennes, possède également son propre drapeau. Le 5/8e supérieurs sont les mêmes que le drapeau de l'armée populaire de libération ; les 3/8e inférieurs représentent les couleurs de la branche. Le drapeau de l'armée de terre arbore une bande vert forêt en bas, le pavillon de la marine des bandes bleues et blanches en bas et l'armée de l'air fait appel à une bande bleu ciel. Le vert forêt représente la terre, les bandes bleues et blanches les mers et la bande bleu ciel les airs

Armée populaire de libération
Armée de terre
Marine chinoise
Force aérienne chinoise

## Drapeaux d'organisations
Après la fondation du Parti communiste chinois en 1920, les diverses sections du parti créèrent des drapeaux basés sur ceux utilisés par les bolchéviks, produisant divers dessins et modèles. Le drapeau actuel du PCC n'a été créé que le 28 avril 1942. À cette date, le bureau politique du comité central du PCC publia un décret annonçant le drapeau et le modèle à suivre. Le dessin devient définitif dans la constitution du PCC en 1996. Le drapeau est à fond rouge sur lequel est apposé l'emblème du PCC couleur or dans le coin supérieur gauche. Le rapport du drapeau est de deux par trois (24 × 36 unités) ; la taille de l'emblème est de huit unités carrées, il est placé à quatre unités du bord gauche et trois unités du haut du drapeau.
Le drapeau de la Ligue de la jeunesse communiste chinoise est adopté le 4 mai 1950. Le dessin du drapeau est constitué de l'emblème du groupe, une étoile dorée entourée d'un anneau doré, sur un fond rouge. La construction du drapeau consiste à fabriquer une portion de douze unités sur huit dans le coin supérieur gauche du drapeau, et d'y placer l'emblème en son centre. Le rayon de l'emblème est de quatre unités.
Il existe deux drapeaux utilisés par les Jeunes pionniers de Chine. Le premier drapeau est utilisé pour les grands détachements. Sa longueur est de 90 centimètres et sa largeur de 120 centimètres. L'insigne doré des Jeunes pionniers de Chine est placé au centre du drapeau. Pour les détachements moyens, on emploie un drapeau modifié mesurant 60 centimètres de longueur sur 80 de largeur. Un triangle de 20 centimètres est coupé dans la partie volante du drapeau et l'insigne doré est décalé vers le mât.

Parti communiste chinois
Ligue de la jeunesse communiste chinoise
Jeunes pionniers de Chine (Grand Détachement)
Jeunes pionniers de Chine (Moyen Détachement)